# Greenfield (hrabstwo Kern)
Greenfield (dawniej Delkern) – miejscowość spisowa w hrabstwie Kern, w Kalifornii (Stany Zjednoczone), na wysokości 107 m. Urząd pocztowy został tam otwarty w 1949 roku.